# Porta dei Martiri (Altamura)
La Porta dei Martiri, detta in dialetto altamurano la Purtecedde ([a purtᵊˈtʃɛdːᵊ]), oppure italianizzato come "la Porticella", era una delle porte di accesso dell'antica città di Altamura (erano parte del muro di cinta della città). Oggi restano solo l'arco e la decorazione in bugnato, mentre il muro di cinta sovrastante fu abbattuto e convertito in edificio nel corso dell'Ottocento. Addossata al lato interno della porta (nonché del muro di cinta) vi è la chiesa di San Salvatore e Liberatore, risalente al 1571, mentre al centro del piazzale interno è situata la chiesa della Madonna dei Martiri.
Delle sei porte di accesso originali, Porta dei Martiri e Porta Bari sono le uniche due porte rimaste in piedi e tuttora visibili. Le restanti porte e la quasi totalità del muro di cinta furono demoliti nel corso dell'Ottocento, avendo perso la loro utilità da un punto di vista difensivo (come del resto accadde quasi dappertutto in Europa a partire dall'Ottocento).
Nelle immediate vicinanze dell'arco sono visibili i resti delle fortificazioni risalenti alla dominazione aragonese, allorché le mura medievali (risalenti a Sparano da Bari) furono ricostruite.
Rappresentazioni della porta sono presenti in varie opere e disegni, tra i quali si ricordano i disegni commissionati da Angelo Rocca e conservati presso la Biblioteca Angelica di Roma (risalenti alla fine del XVI secolo) e l'illustrazione di Cesare Orlandi (fine del XVIII secolo). In particolare, nel disegno Rocca P/32 viene chiamata la "Santa Porta". Molto probabilmente, il toponimo fa riferimento alla vicina "chiesa di Santa Maria la Porta".

## Galleria d'immagini

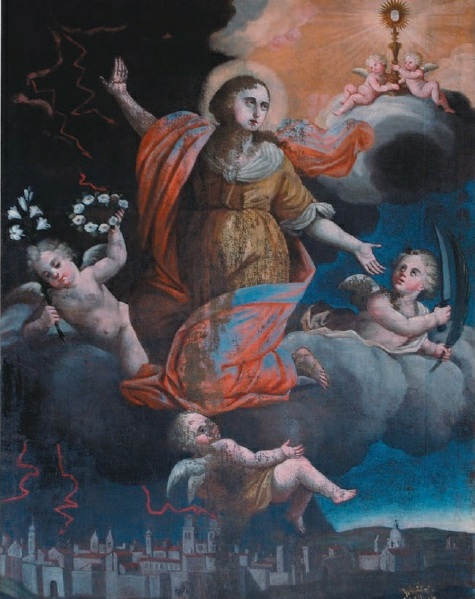
Dipinto di Sant'Irene - Sala Consigliare del Comune di Altamura
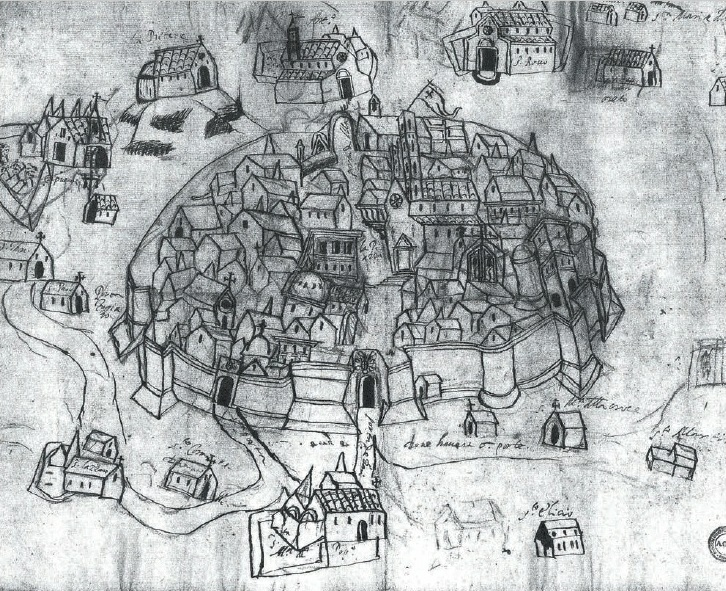
Vista del muro di cinta e di porta dei Martiri (a sinistra) risalente agli ultimi anni del XVI secolo, tratta dall'Archivio Generalizio Agostiniano Carte Rocca P32 (Biblioteca Angelica)
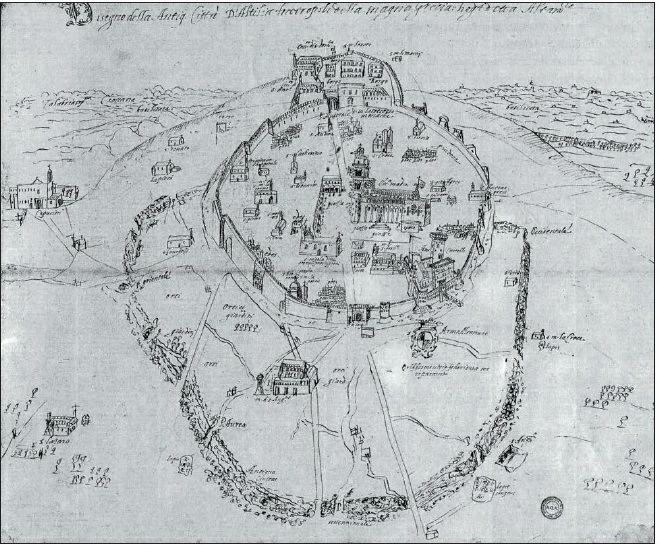
Un'altra vista, sempre risalente alla fine del XVI secolo, tratta dall'Archivio Generalizio Agostiniano Carte Rocca P33 (Biblioteca Angelica)
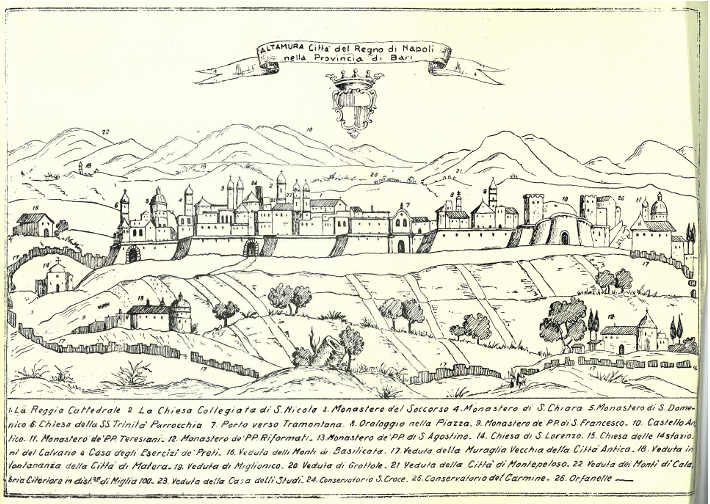
Porta dei Martiri (a sinistra) in un'illustrazione di Cesare Orlandi, tratta dalla sua opera Delle città d'Italia e sue isole adjacenti compendiose notizie (1770)